# Pazos (Boborás)
Pazos (llamada oficialmente San Salvador de Pazos de Arenteiro) es una parroquia y un lugar español del municipio de Boborás, en la provincia de Orense, Galicia.

## Toponimia
La parroquia también es conocida por el nombre de San Salvador de Pazos.

## Organización territorial
La parroquia está formada por seis entidades de población, constando uno de ellas en el nomenclátor del Instituto Nacional de Estadística español:
- El Iglesario (O Igrexario)
- Figueiredo
- Pazo (O Pazo)
- Pazos de Arenteiro
- Requejo (Requeixo)
- Vila (A Vila)

## Demografía
Gráfica demográfica del lugar y parroquia de Pazos según el INE español:
| Gráfica de evolución demográfica de Pazos entre 2000 y 2022 |
|                                                             |
| Datos según el nomenclátor publicado por el INE.            |